# 동거 관계
동거 관계(domestic partnership) 또는 동거동반자관계(同居同伴者關係)란 결혼은 하지 않았으면서 동거하고 생활을 같이 하는 인간 관계를 말한다. 현재 여러 국가에서 결혼에 준하는 법적 사회적 혜택을 동거동반자관계에 부여하고 있다. 생활동반자관계(生活同伴者關係)라고도 한다.

## 역사
1979년 동성애권리운동가 톰 프로햄은 동거동반자란 새로운 관계를 뜻하는 용어를 창시하였다. 한국에서는 대한민국의 진선미의원이 동거동반자관계 보호법 제정을 추진중이다.

## 같이 보기
- 시민 결합